# 玄蕃新田
玄蕃新田（げんばしんでん）は、埼玉県さいたま市緑区の大字。郵便番号は336-0961。

## 地理
さいたま市緑区東部の大宮台地（鳩ヶ谷支台）上に位置する。かつては2か所に分かれて存立しており、東北自動車道浦和本線料金所の西、浦和大学の東に位置する玄蕃新田が本田であり、浦和美園駅からさいたまスタジアム周辺にある玄蕃新田は新田であった。新田のほうが本田より広く、新田の機能を有していたエリアも広かったが、みそのウイングシティの土地区画整理事業により2017年2月に美園の一部となり、新田側の玄蕃新田は消滅した。本田は範囲が狭く、現在も畑地が残り宅地化はあまり進んでいない。なお、本田は高台であるため、畑ばかりで水田は存在しておらず、江戸時代は新田側の人口のほうが本田側より多かった。したがって、本来飛地であるはずの新田のほうが栄えているという現象が起こっていた。

## 歴史
もとは江戸期より存在した武蔵国足立郡南部領に属する玄蕃新田として独立していた。元禄年間までに下野田村から分村されたものと推定される。
- 発足時は幕府領、その後一部が旗本加藤氏の知行となる[6]。
- 幕末時点では足立郡玄蕃新田であった。明治初年の『旧高旧領取調帳』の記載によると、代官大竹左馬太郎支配所が管轄する幕府領と旗本加藤酉之助の知行であった[8]。
- 1868年（慶応4年）6月19日 - 旧幕府領が武蔵知県事・山田政則（忍藩士）の管轄となる。
- 1869年（明治2年） 
  - 1月13日 - 武蔵知県事・宮原忠英の管轄区域に大宮県を設置、同県の管轄となる。県庁は東京府馬喰町に置かれる。
  - 9月29日 - 県庁が浦和に置かれ、浦和県に改称。
  - 12月2日 - この日までに旗本領が上知され、浦和県の管轄となる（府藩県三治制も参照）。
- 1871年（明治4年）11月13日 - 第1次府県統合により、埼玉県の管轄となる。
- 1879年（明治12年）3月17日 - 郡区町村編制法により成立した北足立郡に属す。郡役所は浦和宿に設置。
- 1889年（明治22年）4月1日 - 町村制施行により、大門町・下野田村・北原村・間宮村・差間村と玄蕃新田が合併し、大門村が成立[9]。大門村の大字玄蕃新田となる[6]。
- 1956年（昭和31年） 4月1日 - 野田村・戸塚村・大門村が合併し、美園村が成立[9]。同村の大字となる。
- 1962年（昭和37年）5月1日 - 美園村のうち、旧大門村のうち差間・行衛を除く区域と旧野田村が浦和市に、旧戸塚村と旧大門村のうち差間・行衛が川口市にそれぞれ編入される[9][10]。浦和市の大字となる。
- 2001年（平成13年）5月1日 - 浦和市・大宮市・与野市が合併し、さいたま市が発足。同市の大字となる。
- 2003年（平成15年）4月1日 - さいたま市が政令指定都市に移行し、同市緑区の大字となる。
- 2017年（平成29年）2月18日 - 一部（新田）が美園一丁目 - 五丁目の各一部となる[5]。

## 小字
- 内耕地[6] - （美園三丁目・四丁目の各一部となる）
- 外耕地 - （美園一丁目・三丁目・五丁目に編入）
- 長町耕地 - （美園一丁目 - 五丁目に編入）

## 世帯数と人口
2017年（平成29年）9月1日時点の世帯数と人口は、以下のとおりである。
| 大字         | 世帯数 | 人口  |
| ------------ | ------ | ----- |
| 大字玄蕃新田 | 77世帯 | 209人 |

## 小・中学校の学区
市立小・中学校に通う場合、学区（校区）は以下の通りとなる。
| 区域 | 小学校                 | 中学校                 |
| ---- | ---------------------- | ---------------------- |
| 全域 | さいたま市立大門小学校 | さいたま市立美園中学校 |

## 交通

### 鉄道
地区内に鉄道は敷設されていない。最寄り駅は、全域が埼玉高速鉄道線（埼玉スタジアム線）の浦和美園駅である。

### 道路
- 国道463号
- 埼玉県道105号さいたま鳩ヶ谷線（日光御成街道）

## 施設
- 浦和大学（一部）
- 一心寺
- さいたま市消防局緑消防署美園出張所